# カズグリ

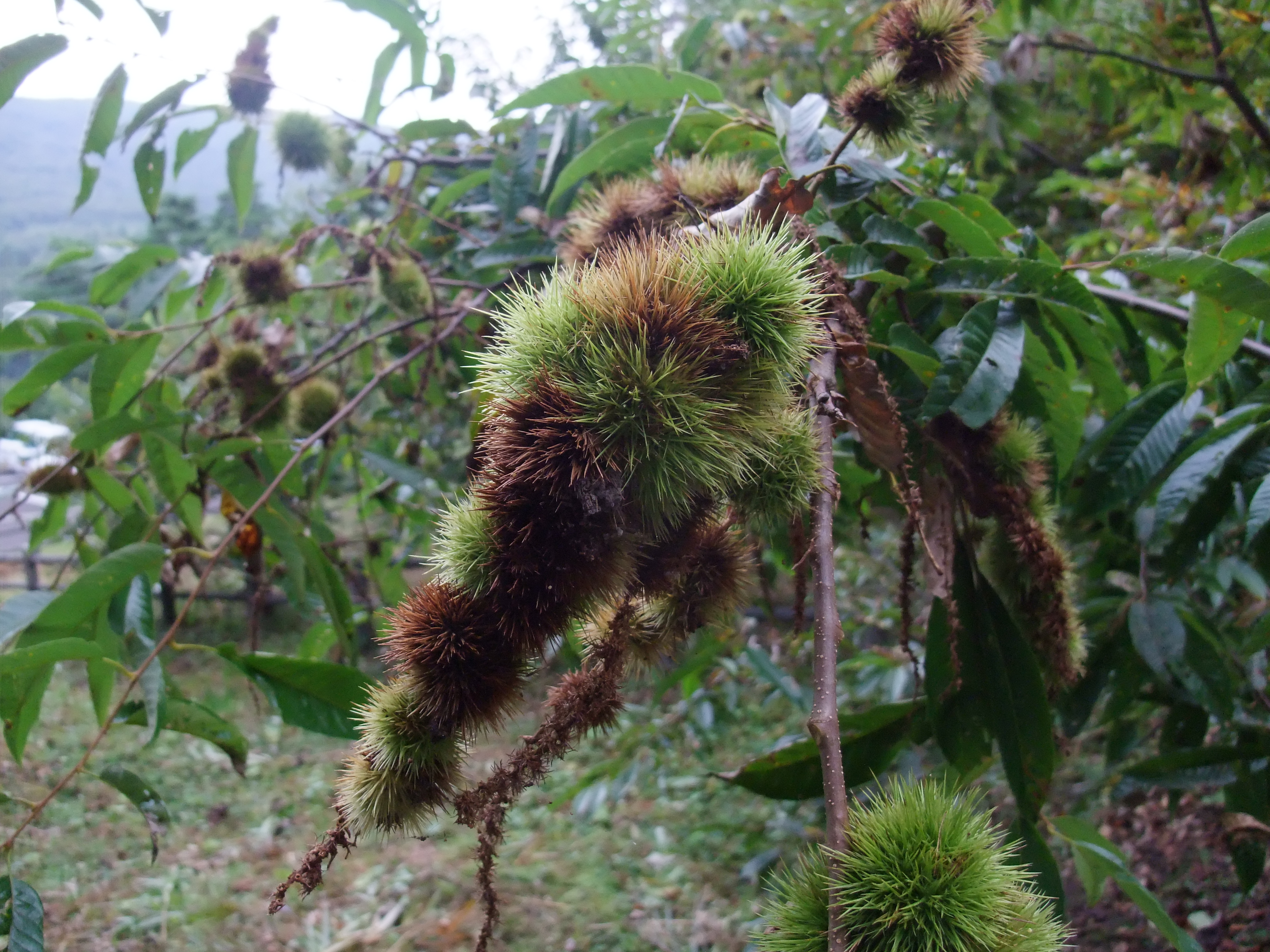
カズクリの果実

カズグリ、またカズクリ（数栗）とは、クリ（栗、Castanea crenata）の突然変異個体で、岩手県花巻市の1ヶ所にのみ生育する。日本国の天然記念物に指定されている。

## 概要
クリは単性雌雄同株で、花序の頂端側に多数の雄花を長穂状につけ純雄花穂をつくり、その軸の基部に帯雌花穂として雌花を2–3個つけ、尾状花序を形成する。しかし、カズクリにおいては、すべてが雌花であり、花序に多数の毬（殻斗に包まれた果実）をつける特徴がある。これは、突然変異を起こし、雄花がすべて雌花に変異したものと考えられている。一本の花序に多数の毬を付けるが、結実するのは基部の1–3花である。1925年（大正14年）には、すでに岩手県の調査が入ったように、存在が知られており、1927年（昭和2年）4月8日にカズクリ自生地として、国の天然記念物に指定され、同年11月30日以降花巻市が管理している。

## 自生地・現況
2010年（平成22年）現在、カズクリは、岩手県花巻市東和町上小山田石鳩岡の数栗稲荷神社境内にあるのみである。原木は枯れ、現存するのは接木によって殖やした第2代である。2013年当時7本のみであったが、2019年現在では11本現存する。一時はクリタマバチ Dryocosmus kuriphilus による食害で枯死することが懸念されていたが、被害枝の伐採や施肥によって樹勢を回復している。自生地には天然記念物カズクリ保存会がある。
かつては長野県にも同様の個体があったが、そちらの個体は枯死してしまった。